# Секретний фарватер
«Секретний фарватер» (рос. Секретный фарватер) — радянський художній чотирисерійний телефільм 1986 року, поставлений за мотивами однойменного роману Леоніда Платова.

## Сюжет
Дія відбувається під час Німецько-радянської війни на Балтійському флоті в 1944—1945 роках і після війни у 1952 році. Фільм оповідає про командира торпедного катера Бориса Шубіна, який під кінець війни зустрічається з таємничою німецькою субмариною без розпізнавальних номерів. Полюючи за цією субмариною, він дізнається про секретний фарватер і страшні таємниці Третього рейху.

## У ролях
- Анатолій Котенєв —  Борис Іванович Шубін
- Лариса Гузєєва —  Вікторія Мєзєнцева
- Леонід Трутнєв —  Фаддєїчев
- Слава Богатирьов —  Шурка Ластиков  (підліток)
- Сергій Бистрицький —  Шурка Ластиков  (дорослий)
- Володимир Наумцев —  Селіванов
- Валерій Юрченко —  Назаров
- Відас Петкявічюс —  доктор Гейнц
- Станіслав Рій —  Степаков
- Улдіс Думпіс —  Герхард фон Цвішен  (озвучує Володимир Головін)
- Арунас Сторпірштіс —  Джек Нейл
- Юлія Яковлєва — епізод
- Василь Векшин —  лікар
- Борис Борисов —  Ришков, начальник контррозвідки флоту
- Гедимінас Гірдвайніс —  механік Готліб
- Андрій Градов —  Василь Князєв
- Іван Мацкевич —  Донченко
- Валерій Наконечний —  офіцер «Летючого голландця»
- Віктор Козачук — епізод
- Ірина Азер —  Шарлотта Венцель
- Гіві Тохадзе —  капітан пароплава на Аракарі
- Олександр Жданов —  льотчик Сашка
- Петро Шерекін —  диверсант-аквалангіст
- Юріс Горнавс —  Венцель
- Андрій Краско — епізод, американський військовополонений
- Євген Смирнов — епізод

## Знімальна група
- Автори сценарію: Ігор Болгарин, Віктор Смирнов
- Режисер-постановник: Вадим Костроменко
- Оператор-постановник: Микола Ільчук
- Художник-постановник: Іван Пуленко
- Композитор: Владислав Кладницький
- Режисер: Іван Горобець
- Оператор: М. Народицький
- Звукооператор: Анатолій Подлєсний
- Художник по гриму: Вікторія Курносенко
- Монтажер: Ельвіра Сєрова
- Художник по костюмах: Н. Акімова
- Комбіновані зйомки: оператор — А. Сидоров, художник — Олексій Бокатов
- Підводні з'омки: І. Красовський
- Редактор: Євгенія Рудих
- Адміністративна група: О. Буяніна, Олена Дементьєва, В. Лук'янов, Е. Перекрестова, Е. Шабаліна
- Директор: Володимир Каранський